# Giacomo Modena
Giacomo Modena (Mori, 10 giugno 1757 – Treviso, 1841) è stato un attore teatrale italiano.

## Biografia
Dal 1811 al 1812 recitò nella Compagnia reale di Salvatore Fabbrichesi; rimangono celebri le sue interpretazioni di Saul nella tragedia di Vittorio Alfieri.
Ritiratosi nel 1814 e rientrato poi nel 1820, abbandonò il mondo del teatro nel 1840. Suo figlio fu il ben più celebre Gustavo Modena.